# Phthonoloba lutosa
Phthonoloba lutosa är en fjärilsart som beskrevs av Holloway 1976. Phthonoloba lutosa ingår i släktet Phthonoloba och familjen mätare. Inga underarter finns listade i Catalogue of Life.